# Mauritz Carlsson
Mauritz Carlsson (Mauritz Gustaf „Sörle“ Carlsson; * 5. Januar 1890 in Lerbo, Katrineholm; † 11. Februar 1953 in Flen) war ein schwedischer Langstreckenläufer.
Bei den Olympischen Spielen 1912 in Stockholm wurde er Siebter über 5000 m und erreichte im Finale über 10.000 m nicht das Ziel.

## Persönliche Bestzeiten
- 5000 m: 15:11,3 min, 31. Mai 1913, Stockholm (ehemaliger nationaler Rekord)
- 10.000 m: 32:58,2 min, 10. August 1912, Stockholm